# Akira Satō
Akira Sato (jap. 佐藤晃, Satō Akira, ur. 19 lipca 1964 w Kyōgoku) – japoński skoczek narciarski. Najlepsze wyniki w Pucharze Świata osiągnął w sezonie 1986/1987, kiedy zajął 25. miejsce w klasyfikacji generalnej.
Brał udział w igrzyskach olimpijskich w Calgary oraz mistrzostwach świata w Seefeld in Tirol i Oberstdorfie, ale bez sukcesów.

## Puchar Świata

### Miejsca w klasyfikacji generalnej
| Sezon     | Miejsce |
| --------- | ------- |
| 1986/1987 | 25.     |
| 1991/1992 | 54.     |

### Miejsca na podium chronologicznie
- Sapporo (24 stycznia 1987) – 1. miejsce

## Igrzyska olimpijskie
- Indywidualnie
  - 1988 Calgary (CAN) – 33. miejsce (duża skocznia), 11. miejsce (normalna skocznia)

## Mistrzostwa świata
- Indywidualnie
  - 1985 Seefeld (AUT) – 17. miejsce (duża skocznia), 16. miejsce (normalna skocznia)
  - 1987 Oberstdorf (RFN) – 24. miejsce (normalna skocznia)
- Drużynowo
  - 1985 Seefeld (AUT) – 6. miejsce